# Max Joseph von Pettenkofer
Max Joseph Pettenkofer, ennoblecido en 1883 como Max Joseph von Pettenkofer (3 de diciembre de 1818 - 10 de febrero de 1901) fue un químico e higienista bávaro. Es conocido por su trabajo en la higiene práctica, como un apóstol del buen agua, del aire fresco y de la correcta eliminación de las aguas residuales. También se le conocía como un anticontagionista, una escuela de pensamiento, nombrada más adelante, que no creía en el concepto, por entonces novedoso, de que las bacterias eran la causa principal de las enfermedades.
En particular, se pronunció a favor de una variedad de condiciones que contribuyen colectivamente a la incidencia de enfermedades, incluyendo: el estado de salud personal, la fermentación del agua subterránea ambiental y también el germen en cuestión. Fue más conocido por su establecimiento de la higiene como ciencia experimental y también por ser un firme defensor de la fundación de institutos de higiene en Alemania. Su trabajo sirvió de ejemplo que otros institutos de todo el mundo emularon.

## Obra

### Algunas publicaciones
- Ueber Mikania Guaco,[3] Dr. C. Wolfsche Buchdruckerei, Múnich 1844, OCLC 311961721 (Dissertation Universität de Múnich: Inauguar-Abhandlung von Max Pettenkofer, Doktor Medizin, Chirurgie und Geburtshilfe und approbierten Apotheker, 1844, 38 p. Digitalisat der Bayerischen Bibliothek, Signatur Diss 2126/3 (2012), kostenfrei, 42 p. im MDZ-Reader, kein Volltext verfügbar, PDF auf Anfrage).

- Ueber das Vorkommen einer großen Menge Hippursäure im Menschenharne, Annalen der Chemie und Pharmacie 52 (1844) 86–90.

- Notiz über eine neue Reaction auf Galle und Zucker, Annalen der Chemie und Pharmacie 52 (1844) 90–96.

- Ueber die Affinirung des Goldes und über die grosse Verbreitung des Platins, Múnich. gelehrte Anzeiger 24 (1847) 589–598.

- Ueber die regelmässigen Abstände der Aequivalentzahlen der sogenannten einfachen Radicale, Múnich. Gelehrten Anzeiger 30 (1850) 261–272, Ann. d. Chemie u. Pharmacie 105 (1858) 187.

- Ueber den Unterschied zwischen Luftheizung und Ofenheizung in ihrer Entwicklung auf die Zusammensetzung der Luft der beheizten Räume, Polytechn. Journal 119 (1851) 40–51; 282–290.

- Untersuchungen und Beobachtungen über die Verbreitungsart der Cholera. Múnich 1855.

- Ueber die wichtigsten Grundsätze der Bereitung und Benützung des Holzleuchtgases, Journal für praktische Chemie 71 (1857), p. 385–393.

- Ueber den Luftwechsel in Wohngebäuden. Múnich 1858 (online)

- Ueber die Bestimmung der freien Kohlensäure im Trinkwasser, J. f. prakt. Chemie 82,  32–40 (1861)

- Ueber eine Methode, die Kohlensäure in der atmosphärischen Luft zu bestimmen in Journal für Praktische Chemie 85, 165–184 (1862)

- Ueber den Stoffverbrauch bei Zuckerharnruhr, Z. f. Biol. 3 (1867) 380–444.

- Boden und Grundwasser in ihren Beziehungen zu Cholera und Typhus. Múnich 1869.

- Beziehungen der Luft zu Kleidung, Wohnung und Boden : drei populäre Vorlesungen gehalten im Albert-Verein zu Dresden am 21., 23, und 25. März 1872. (1872) Volltext

- Ueber Nahrungsmittel im Allgemeinen und über den Werth des Fleischextracts als Bestandtheil der menschlichen Nahrung insbesondere, Ann. d. Chemie u. Pharmacie 167 (1873) 271–292.

- Vorträge über Canalisation und Abfuhr. Múnich 1876.

- Der Boden und sein Zusammenhang mit der Gesundheit des Menschen, Dtsch. Rundschau 29 (1881) 217–234.

- Das Hygienische Institut der Königl. bayer. Ludwigs-Maximilians-Universität Múnich (1882), online

- Handbuch der Hygiene und der Gewerbekrankheiten (Zweiter Teil (online)), 1882.

- Beleuchtung des königlichen Residenztheaters in München mit Gas und mit elektrischem Licht, Arch. f. Hygiene 1 (1883) 384–388.

- Die Verunreinigung der Isar durch das Schwemmsystem von München. Múnich 1890.